# Кузница (картина Джозефа Райта)
«Кузница» (англ. The Blacksmith's Shop) — повторяющаяся тема в пяти картинах английского художника Джозефа Райта из Дерби 1771—1773 годов.

## Описание
На той из картин, что хранится в Музее и художественной галерее Дерби, изображены трое мужчин за работой над железным или стальным изделием. Присутствие зрителей и ночная работа объясняются тем, что Райт изображает экстренную починку чего-то для путешественника вне помещения при свете свечи. Эта обстановка позволяет художнику продемонстрировать мастерство изображения объектов при таком освещении. 
В правой части картины бездельничающий мужчина вытачивает палку. Бенедикт Никольсон отмечает, что на него смотрят без осуждения, но с уважением. Картина была куплена ArtFund и Музеем и художественной галереей Дерби в 1979 году примерно за 69 000 фунтов у семьи Грег (Greg), владевшей ею с 1875 года.

## Другие версии
Более поздние версии, на которых работа кузнеца изображена более традиционно, сейчас хранятся в Эрмитаже в Санкт-Петербурге и в Галерее Тейт в Лондоне. На них изображён работающий с кузнечным горном сильный мужчина, за действиями которого наблюдает его семья. Паровые кузницы были уже не в новинку, но инновация Райта состоит в том, что он счёл их прекрасным объектом для художественного изображения. Это привело к тому, что его картины зачастую используются как символ промышленной революции и Просвещения. Райт был важной фигурой в Лунном обществе и Философском обществе Дерби, члены которых определяли развитие науки и техники в Англии, но формально не состоял в них, поскольку не обладал научными знаниями.
В 1772 году Райт создал версию картины размером 44×52 дюйма под названием «The Iron Forge», которую продал лорду Пальмерстону (Palmerston) за 200 фунтов; эта картина по-прежнему хранится в семье Пальмерстонов. Другая версия картины, 41×44 дюйма, «An Iron Forge» («Кузница, вид снаружи», 105×140 см), была продана Екатерине Великой (она же позже купила ещё две картины Райта — с изображением  извержения Везувия и фейерверка, — но картина с кузнецом была признана лучшей из купленных; в основе композиции — рисунок пером, хранящийся, как и одна из картин, в Музее и художественной галерее Дерби). Ещё одна версия картины, «The Blacksmith’s Shop», была продана Первому лорду Мельбурну (Melbourne). Она оставалась у Мельбурнов до передачи в Down House, где присоединилась к коллекции в честь Чарльза Дарвина; на данный момент картина находится в коллекции Меллона.